# Barbonymus schwanenfeldii
A Barbonymus schwanenfeldii a sugarasúszójú halak (Actinopterygii) osztályának pontyalakúak (Cypriniformes) rendjébe, ezen belül a pontyfélék (Cyprinidae) családjába tartozó faj.
A Barbonymus csontoshal-nem típusfaja.

## Képek

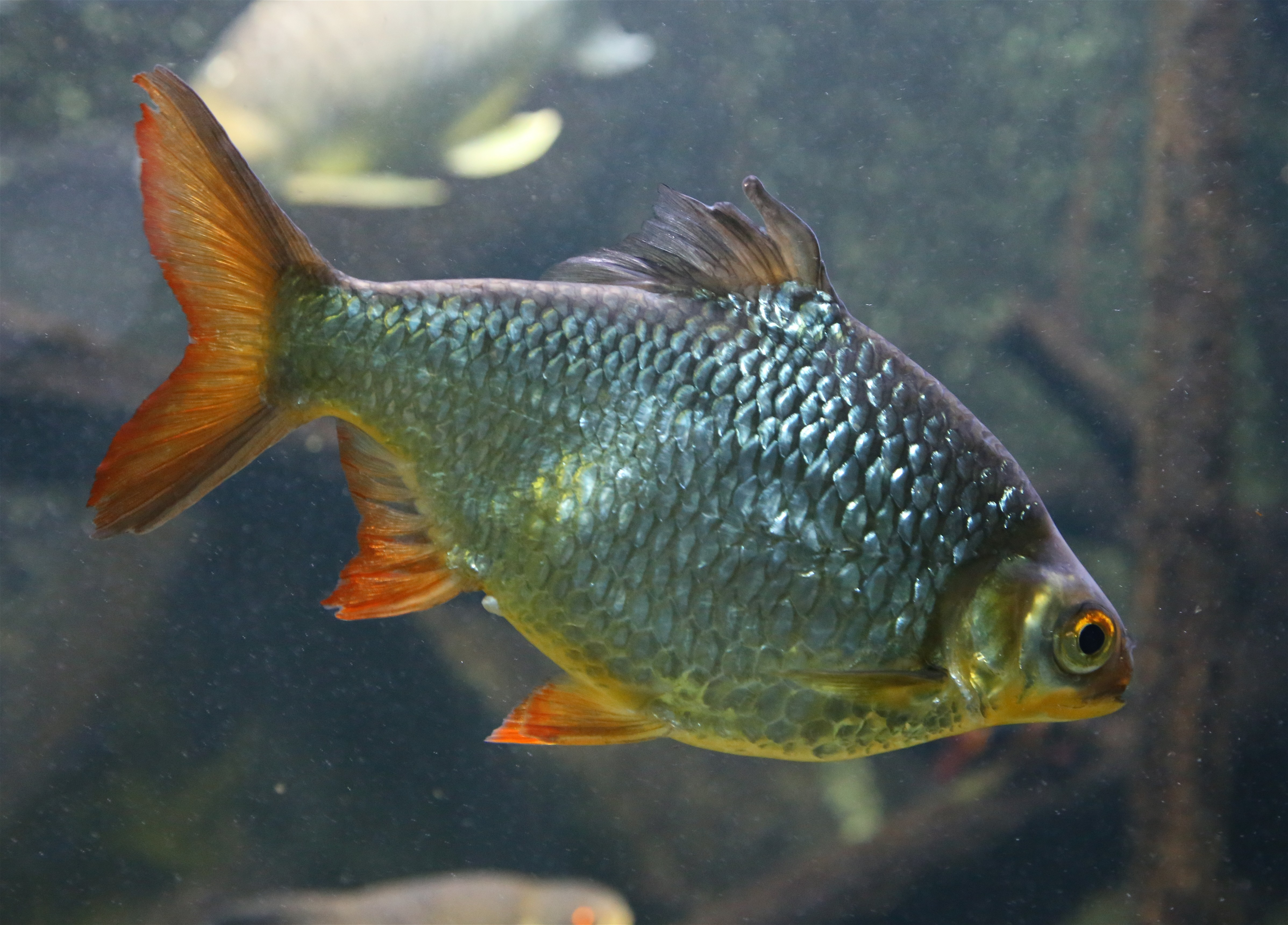
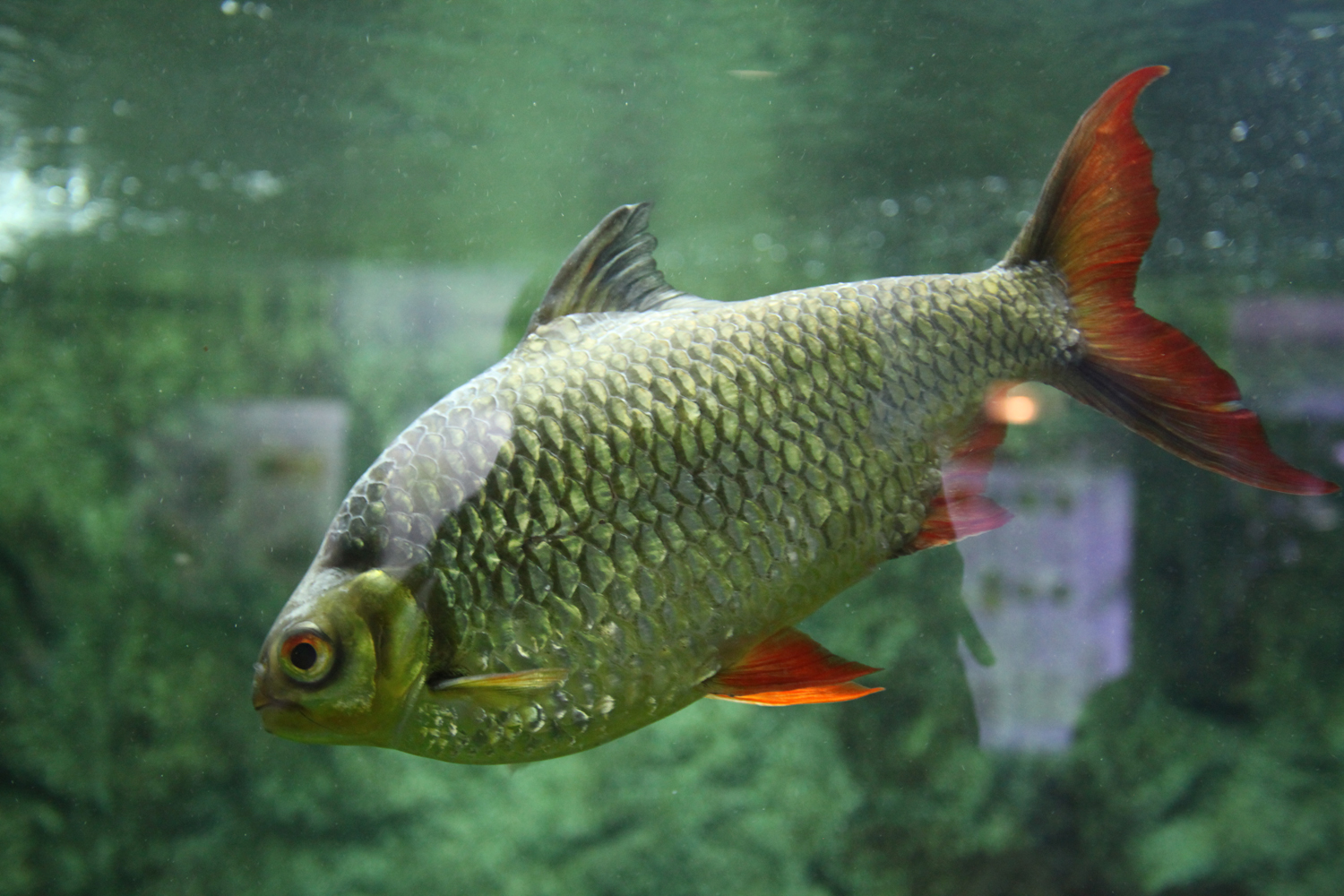
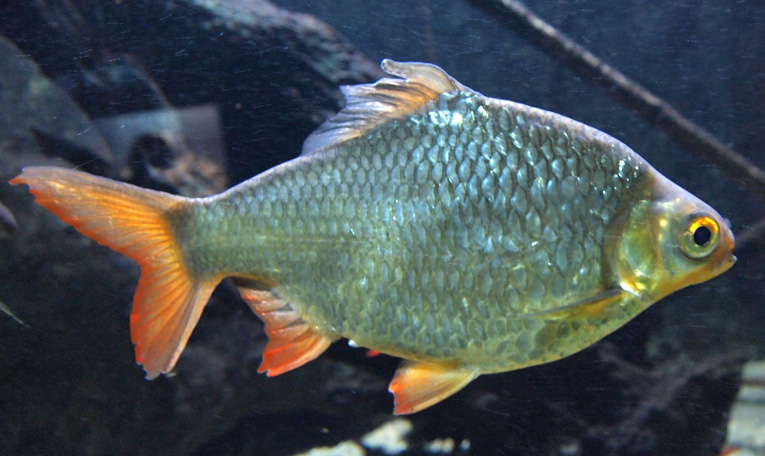
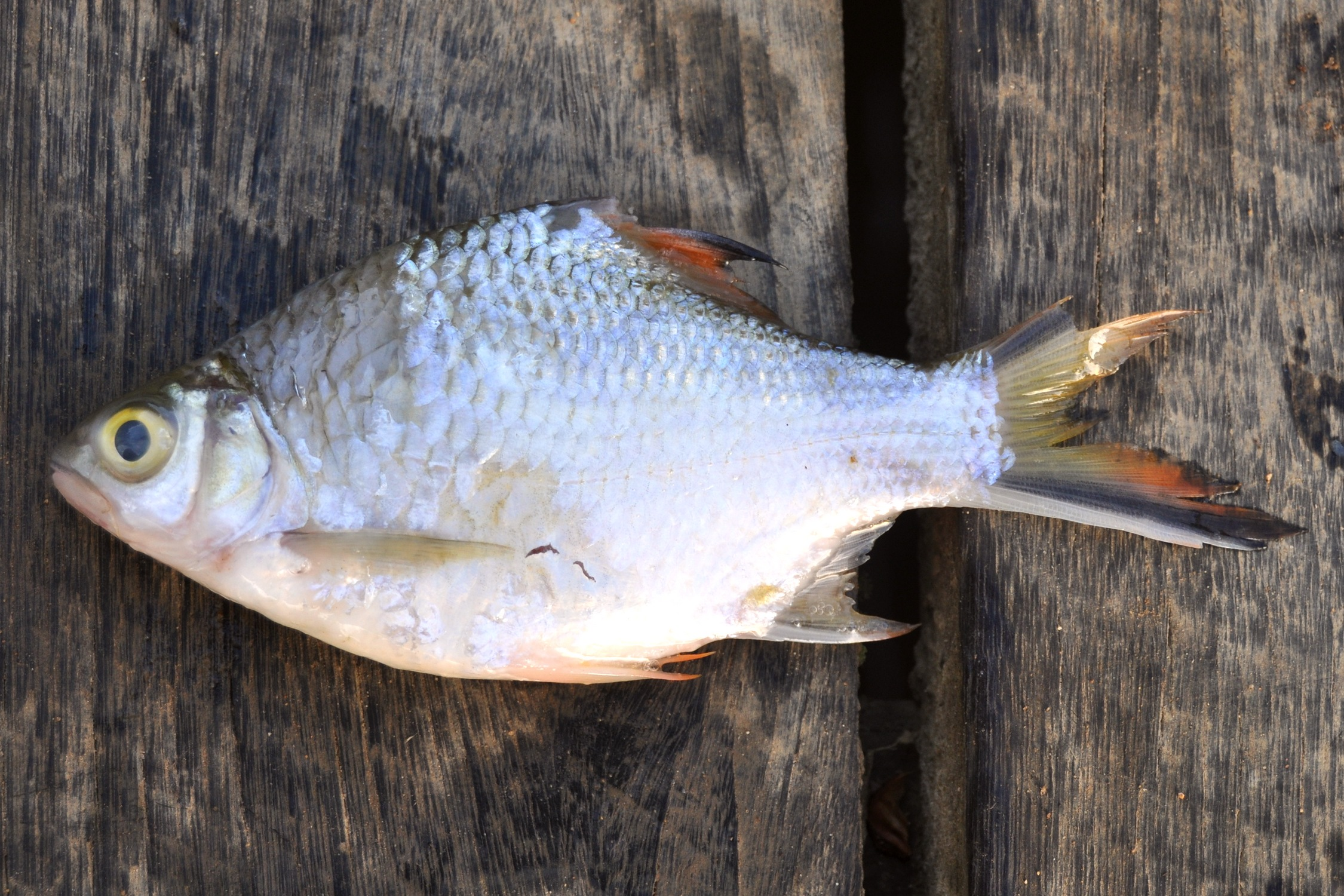

## Előfordulása
A Barbonymus schwanenfeldii előfordulási területe Délkelet-Ázsia édesvizei; főleg a Mekong és a Csaophraja folyómedencék. A Maláj-félszigeten, Szumátrán és Borneón is megtalálható.

## Megjelenése
Ez a pontyféle általában 20 centiméter hosszú, de akár 35 centiméteresre is megnőhet. A hátúszóján 3 tüske és 8 sugár, míg a farok alatti úszóján 3 tüske és 5 sugár van. A vörös hátúszójának a végén egy fekete folt látható; az összes többi úszója egyszínű vörös, azonban a farokúszó nyúlványainak legfelső és legalsó széleit fekete sáv szegélyezi. A hátúszó és az oldalvonal között 8 sornyi pikkely van. A kifejlett példány teste ezüstös vagy aranysárga színű.

## Életmódja
A trópusi, 22-25 Celsius-fokos hőmérsékletű édesvizeket kedveli. Az élőhelye állhat folyóvizekből vagy állóvizekből. Az árterekre is kiúszik amikor lehetősége van rá. Főképp növényevő, mely moszatokkal, vízinövényekkel, és vízbeérő part menti növényekkel táplálkozik; étrendjét néha rovarokkal, rákokkal, férgekkel és kisebb halakkal egészíti ki.

## Felhasználása
A Barbonymus schwanenfeldii legfőképp a helybéli halászok számára fontos hal. Általában frissen árusítják. Habár nagymértékben halásszák, ezt a pontyot tenyésztik is. A sporthorgászok főleg csaliként használják; más nagyobb és ragadozó halak kifogásához. Az akváriumokban is szívesen tartják.